# Eero Kolehmainen
Eero Kolehmainen   (Anttola, 24 de març de 1918 - Mikkeli, 7 de desembre de 2013) fou un esquiador de fons finlandès que va competir durant la dècada de 1950.
El 1952 va prendre part en els Jocs Olímpics d'Hivern d'Oslo, on guanyà la medalla de plata en la prova dels 50 quilòmetres del programa d'esquí de fons. Quatre anys més tard, als Jocs de Cortina d'Ampezzo, fou quart en la prova dels mateixa prova del programa d'esquí de fons.
El 1957 guanyà la cursa dels 50 quilòmetres al Festiva d'esquí de Holmenkollen i als Jocs d'Esquí de Lahti. Aquell mateix any va ser guardonat amb la medalla Holmenkollen.